# 안전차오역
안전차오역(중국어: 安贞桥站)은 중국 베이징시 차오양구 안전 가도·둥청구 허핑리 가도 경계의 북3환동로·안딩먼 외대가·안딩로 교차로 안딩교 하방에 위치한 베이징 지하철 12호선의 지하철역이다. 이 역은 12호선의 1단계로 2024년 12월 15일에 개통하였다.

## 역 구조
이 역은 지하 2층에 분리식 섬식 승강장으로 설계된 역으로, 좌, 우측 선로는 각각 북3환로 안전교 남, 북쪽의 보조도로 아래에 위치하여 북3환 주요 도로를 피한다. 대합실은 양쪽 끝에 있는 무료 구역에서만 연결되어 있다.

### 층별 구조
| 지면     |                                 | 출입구                              |
| 지하 1층 | 대합실                          | 고객센터, 자동 발매기, 출입 게이트  |
| 지하 2층 | ←                               | ■ 12호선 쓰지칭차오 방면 (안화차오) |
| 지하 2층 | 섬식 승강장, 왼쪽 출입문이 열림 |                                     |
| 지하 2층 | →                               | ■ 12호선 둥바베이 방면 (허핑시차오) |

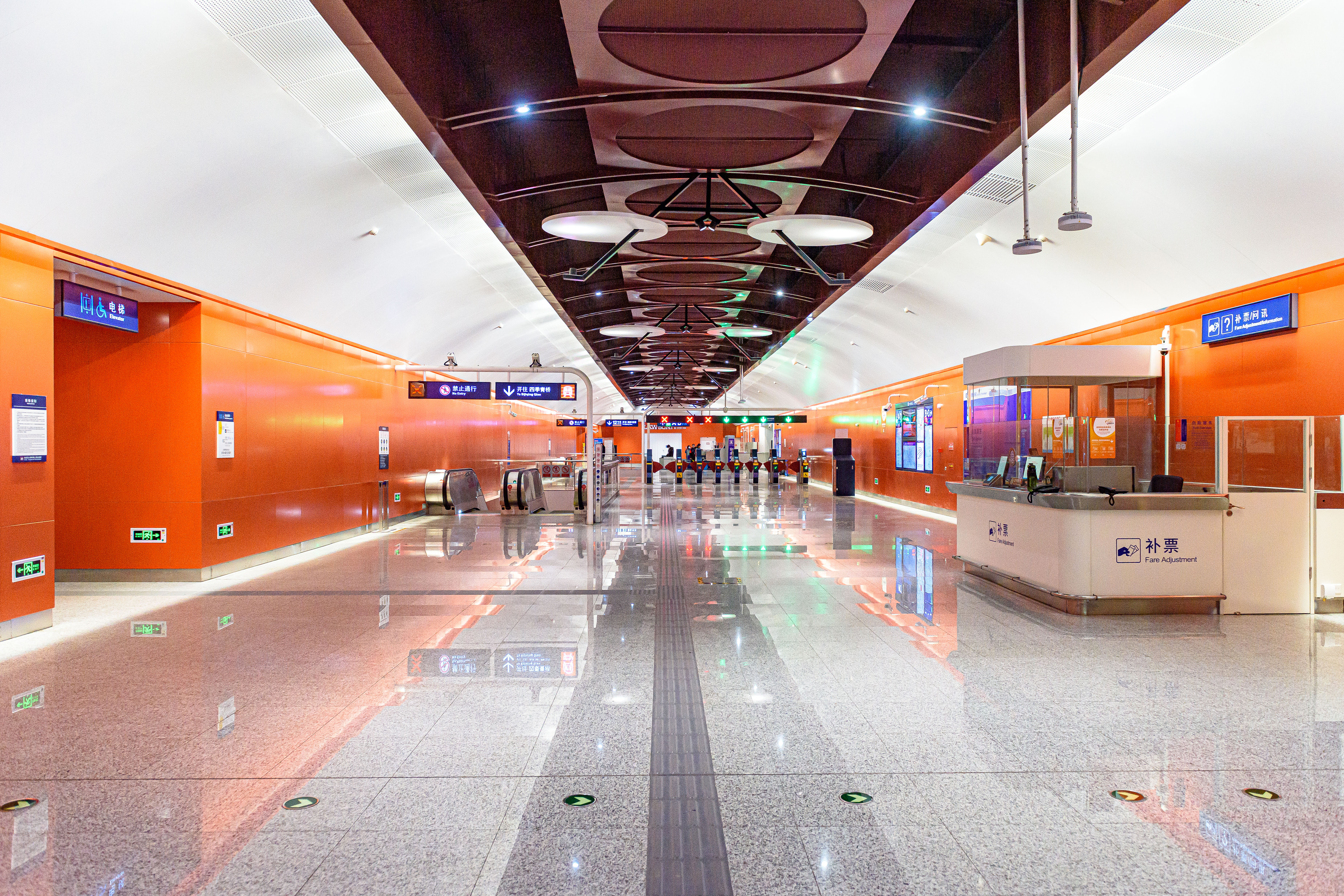
북 대합실
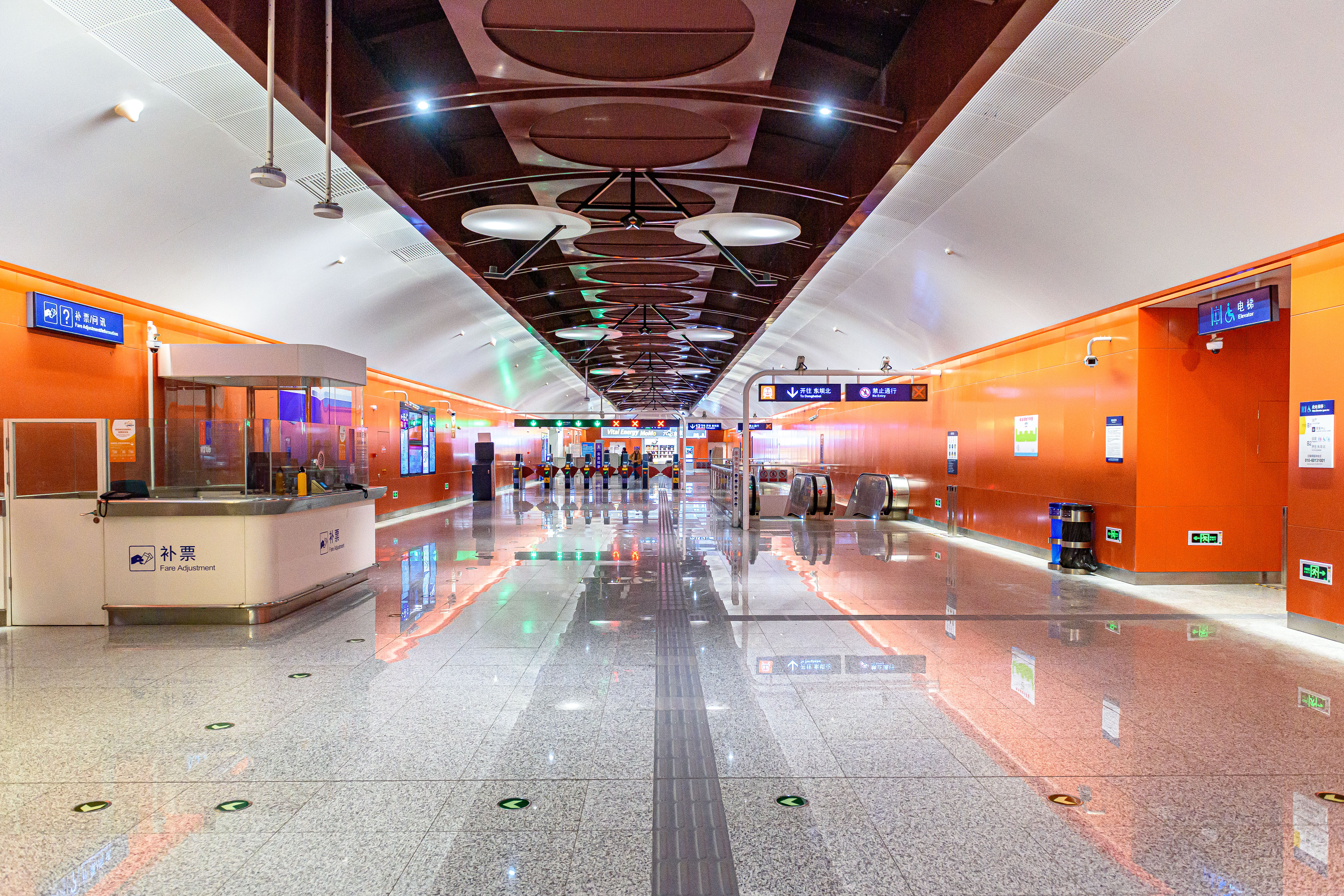
남 대합실
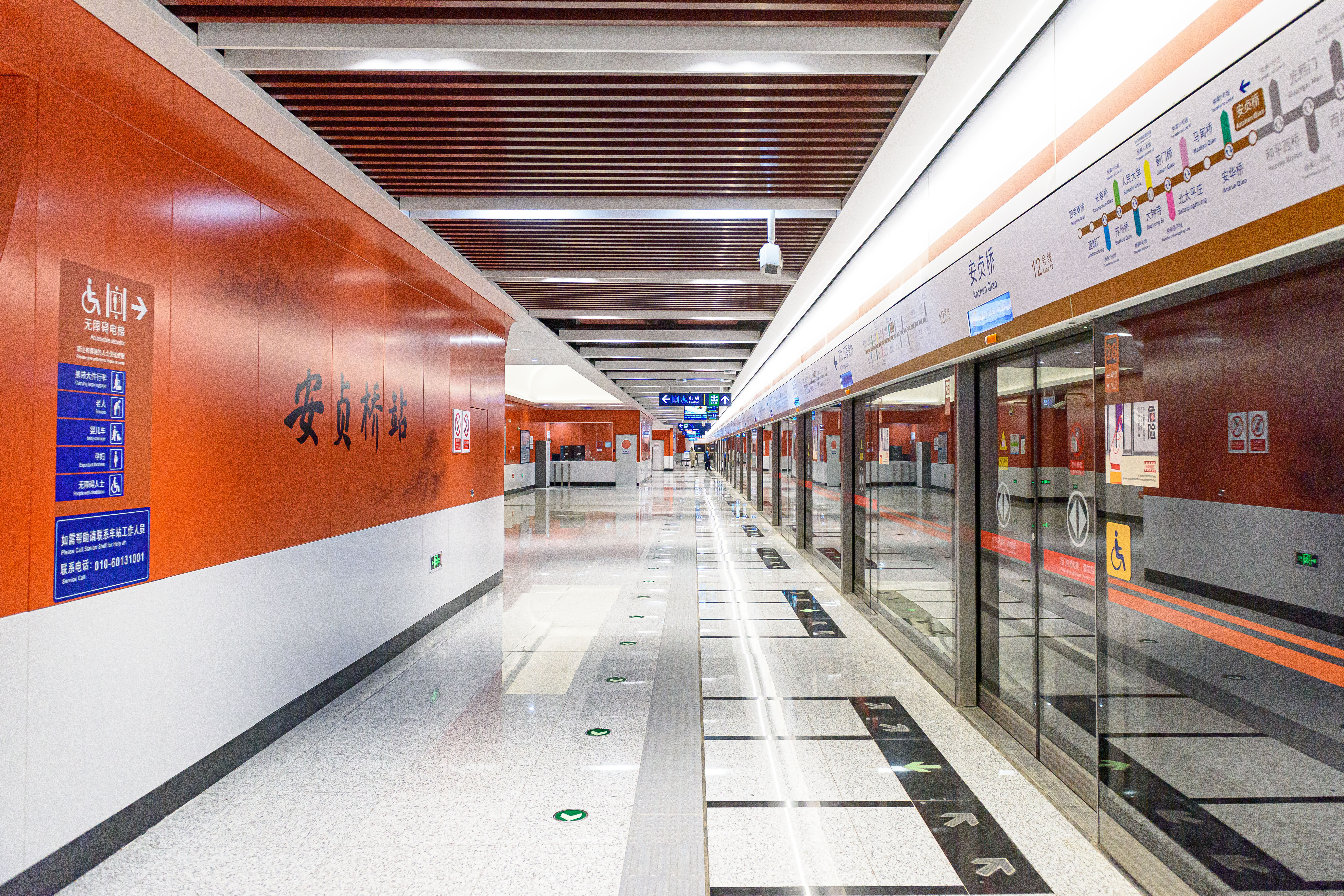
승강장 (쓰지칭차오 방향)

## 출입구
안전차오역에는 A, B, C, D 총 4개의 출입구가 있다. 또한, C출입구에는 쉐라톤 진위 호텔과 글로벌 트레이드 센터로 바로 연결되는 통로가 있지만 아직 완공되지 않았다.
|                         |                                  | |      |             |
| 출구                    | 지시                             | 출구 인근 | 사진 | 무장애 시설 |
| 出口 · A                | 북3환중로(北三环中路) 북측       | 베이징 구실 직업 학교 안전리 캠퍼스(北京求实职业学校安贞里校区), 중국야금일보(中国冶金报社), 안전리 지구(安贞里小区), 융시 공원(涌溪公园) |      |             |
| 出口 · B                | 안딩로(安定路) 동측              | 안전리 지구(安定路小区), 안전원(安贞苑), 화세륭 국제 아파트(华世隆国际公寓), 베이징 란바오 상무 빌딩(北京蓝宝商务大厦)                    |      | 빈칸        |
| 出口 · C                | 안딩먼 외대가(安定门外大街) 동측 | 베이징 안전 빌딩(北京安贞大厦), 쉐라톤 그랜드 호텔(金隅喜来登大酒店), 글로벌 무역 센터(环球贸易中心)                                      |      |             |
| 出口 · C                | (미개통)                         | 쉐라톤 그랜드 호텔(金隅喜来登大酒店), 글로벌 무역 센터(环球贸易中心)                                                                      |      |             |
| 出口 · D                | 북3환중로(北三环中路) 남측       | 안화리 1구(安华里一区), 중국인형예술극장(中国木偶艺术剧院)                                                                                |      | 빈칸        |
| 아이콘 설명: 엘리베이터 |                                  | |      |             |